# Не умирай днес
„Не умирай днес“ е двадесетият филм от поредицата за Джеймс Бонд и четвърти, последен с Пиърс Броснан в ролята на агент 007.

## Сюжет
Внимание:  Текстът по-долу разкрива сюжета на произведението (или части от него)!
Разследвайки незаконна търговия с диаманти, Бонд, под прикритието на контрабандист, отива във военна база на КНДР, където е разкрит от полковник Тан-Сун Мун. Бонд се опитва да избяга и по време на преследването изпраща колата на „въздушна възглавница“ с Мун в бездната. Въпреки това войниците на Северна Корея залавят Бонд и в продължение на 14 месеца агент 007 е в затвора, подложен на изтънчени мъчения от бащата на Мун – генерал Мун. След това Бонд е разменен за Cao, един от подчинените на полковник Мун.
Попадайки в Южна Корея, Бонд се сблъсква с факта, че е арестуван по подозрение за държавна измяна и изтичане на информация вследствие на претърпените мъчения, а статусът му на агент е прекратен. Бонд бяга, като иска да разбере кой го е предал в МИ-6 и е изпратил информация на полковник Мун. Търсенето му през Хонг Конг и Хавана го води към фигурата на Густав Грейвс. Този ексцентричен милиардер е постигнал успеха си с добива на диаманти в Исландия. В допълнение Грейвс спонсорира изследвания, свързани с проекта „Икар“. Очаква се, че с помощта на огромни огледала, монтирани на сателит в космоса, ще бъде възможно да използва слънчевата светлина, за да се затоплят най-студените райони на Земята. Но Бонд, заедно с агента на NSA Джиакинта Джонсън, установяват, че Грейвс е решил да използва мощния лъч слънчева светлина за грандиозни престъпни цели…

## В ролите
| Актьор         | Роля                                                                                             |
| -------------- | ------------------------------------------------------------------------------------------------ |
| Пиърс Броснан  | Джеймс Бонд                                                                                      |
| Хали Бери      | Джиакинта Джонсън, агент на NSA                                                                  |
| Тоби Стивънс   | Густав Грейвс, ексцентричен милионер, търговец на диаманти                                       |
| Уил Юн Ли      | Тан-Сун Мун, полковник от армията на Северна Корея                                               |
| Рик Юн         | Сао, асистент на полковник Мун                                                                   |
| Кенет Чанг     | генерал Мун, баща на полковник Мун                                                               |
| Джуди Денч     | „М“, шефът на МИ-6                                                                               |
| Саманта Бонд   | мис Мънипени, секретарка на „М“                                                                  |
| Колин Салмон   | Чарлз Робинсън, заместник на „М“                                                                 |
| Розамунд Пайк  | Миранда Фрост, секретарка на Густав Грейвс, агент на МИ-6                                        |
| Джон Клийз     | „Q“, началник на техническия отдел на МИ-6, създател на много невероятни устройства за агент 007 |
| Хо Ю           | м-р Чанг, управител на хотел в Хонг Конг, представител на китайското разузнаване                 |
| Емилио Ечевара | Раул, директор на фабрика за пури в Куба, таен агент на МИ-6                                     |
| Симон Андреу   | д-р Алварез, директор на клиника за пластична хирургия в Куба                                    |
| Михаил Горевой | Владимир Попов, технически асистент на Густав Грейвс                                             |
| Лорънс Макой   | м-р Кил, бодигард на Густав Грейвс                                                               |
| Майкъл Медсън  | Деймиън Фалко, шефът на NSA                                                                      |
| Мадона         | Верити, треньор по фехтовка (не е посочена в надписите)                                          |

## Музика на филма
„Заглавната“ песен за филма е написана от Дейвид Арнолд и с участието на Мирвe Ахмадзаи. Песента е изпълнена от Мадона. Мненията на музикалните критици на тази песен са точно разнопосочни. От една страна песента е номинирана за награда Грами (Най-добър денс-запис – Best Dance Recording) и Златен глобус (Най-добра оригинална песен – Golden Globe Award for Best Original Song), но от друга страна песента е номинирана за „Златна малинка“ (като най-лошата песен на 2002 г.).
По-късно е заснет известният видеоклип „Die Another Day“, в който са показани героите и джаджите от филмите на „бондиана“ от различни години.

## Интересни факти
- Всичкият филмов материал, свързан с действията на Джеймс Бонд в „Куба“, действително е бил заснет в Испания.
- По време на грандиозното излизане на Хали Бери от вълните на морето времето е много ветровито. Между дублите Бери, която е „облечена“ само по бикини, се увива с кърпи, за да не ѝ е студено.
- Михаил Горевой е първият руски актьор, който играе във филмите за Джеймс Бонд.
- Преди снимките актьорът Рик Юн, който играе Сао, е гримиран в продължение на три часа. В неговото „лице“ се добавят като бижута и истински диаманти.
- По време на снимките на сцените на разрушаването на „клиниката за пластична хирургия“ Хали Бери е ударена от парченцата в окото. След 30 минути Бери е подложена на операция за извличане на частиците от окото.
- Във филма Мадона не само изпява заглавната песен, но се появява и в малка роля.
- Лий Тамахори, първият режисьор на „бондиана“, е родом от южното земно полукълбо. Заради „азиатското“ си име, мнозина го смятат за кореец, китаец или японец, но в действителност Тамахори е родом от Нова Зеландия и баща му е от местните маори.
- В една изоставена станция на лондонското метро са показани складирани приспособления, които са били използвани в предишните филми на „бондиана“. Например самолет „BD-5 Micro“ и миниподводница под формата на крокодил („Октопуси“), реактивна чанта за полети (Операция „Мълния“ и „Никога не казвай никога“), дамски обувки с отровен трън („От Русия с любов“).